# Arabsat 4B
O Arabsat 4B (também conhecido por Badr 4) é um satélite de comunicação geoestacionário saudita construído pelas empresas Astrium e Alcatel Space. Ele está localizado na posição orbital de 26 graus de longitude leste e era operado pela Arabsat. O satélite foi baseado na plataforma Eurostar-2000+ e sua expectativa de vida útil é de 15 anos. O mesmo saiu de serviço em setembro de 2009 e foi transferido para uma órbita cemitério.

## História
Em 22 de outubro de 2003, a Arabsat, um operador de satélites de comunicações baseado em Riade, Arábia Saudita, realizou uma cerimônia de assinatura de contrato para a fabricação e lançamento de dois satélites de comunicação (o Arabsat 4A e o Arabsat 4B) para a quarta geração de satélites Arabsat, com base na plataforma de satélite Eurostar-2000+ da Astrium.
Para este programa, a EADS Astrium formou uma equipe com a Alcatel Space. A EADS Astrium, como contratante principal para a construção da série Arabsat 4, projetou e construiu a nave espacial, forneceu as plataformas, atualizou os centros de controle de solo da Arabsat e entregou os satélites em órbita em nome da Arabsat. A Alcatel Space forneceu as cargas úteis.

## Lançamento
O satélite foi lançado com sucesso ao espaço no dia 8 de novembro de 2006, às 20:01 UTC, por meio de um veículo Proton-M/Briz-M, lançado a partir do Cosmódromo de Baikonur, no Cazaquistão. Ele tinha uma massa de lançamento de 3.300 kg.

## Capacidade e cobertura
O Arabsat 4B é equipado com 24 transponders em banda C e 20 em banda Ku para prestação de serviços de transmissão para o Norte da África e Oriente Médio.